# Tetraquark
Na física de partículas, um tetraquark é uma hipotética partícula subatómica constituída por um grupo de quatro quarks. Já existem experimentos confirmando a sua existência.